# Swedish Juniors 2019
Das Swedish Juniors 2019 fand als bedeutendstes internationales Nachwuchsturnier von Schweden im Badminton vom 25. bis zum 27. Januar 2019 in Uppsala statt.

## Sieger und Platzierte
| Disziplin    | Gold                    | Silber                     | Bronze                               |
| ------------ | ----------------------- | -------------------------- | ------------------------------------ |
| Herreneinzel | Liu Liang               | Georgii Karpov             | Joel Hansson                         |
| Herreneinzel | Liu Liang               | Georgii Karpov             | Li Yunze                             |
| Dameneinzel  | Zhou Meng               | Han Qianxi                 | Dai Wang                             |
| Dameneinzel  | Zhou Meng               | Han Qianxi                 | Anastasiia Shapovalova               |
| Herrendoppel | Dai Enyi Feng Yanzhe    | Guan Zicong Jiang Zhenbang | Georgii Karpov Alexander Nikulin     |
| Herrendoppel | Dai Enyi Feng Yanzhe    | Guan Zicong Jiang Zhenbang | Matthias Kicklitz Aaron Sonnenschein |
| Damendoppel  | Qian Gouhong Zhou Xinru | Keng Shuliang Li Yijing    | Feng Zixia Luo Xumin                 |
| Damendoppel  | Qian Gouhong Zhou Xinru | Keng Shuliang Li Yijing    | Emilia Nesic Simona Pilgaard         |
| Mixed        | Feng Yanzhe Li Yijing   | Guan Zicong Keng Shuliang  | Zeng Weihan Feng Zixia               |
| Mixed        | Feng Yanzhe Li Yijing   | Guan Zicong Keng Shuliang  | Zheng Xunjin Qian Gouhong            |